# Guia Michelin
Guia Michelin é um guia turístico publicado pela primeira vez em 1900 por André Michelin, um industrial francês fundador da Compagnie Générale des Établissements Michelin, fabricante de pneus mais conhecida como Michelin.  O objetivo de André era o de promover o turismo para o crescente mercado automobilístico.
Está presente na maioria dos países europeus e em vários no mundo todo.  O Guia é publicado em duas cores sendo que cada uma delas tem uma aplicação diferenciada.

## Guias gastronómicos
Os Guias Gastronómicos incluem os Guias Vermelhos e os Guias Gourmants.

## Guias Vermelhos

### História

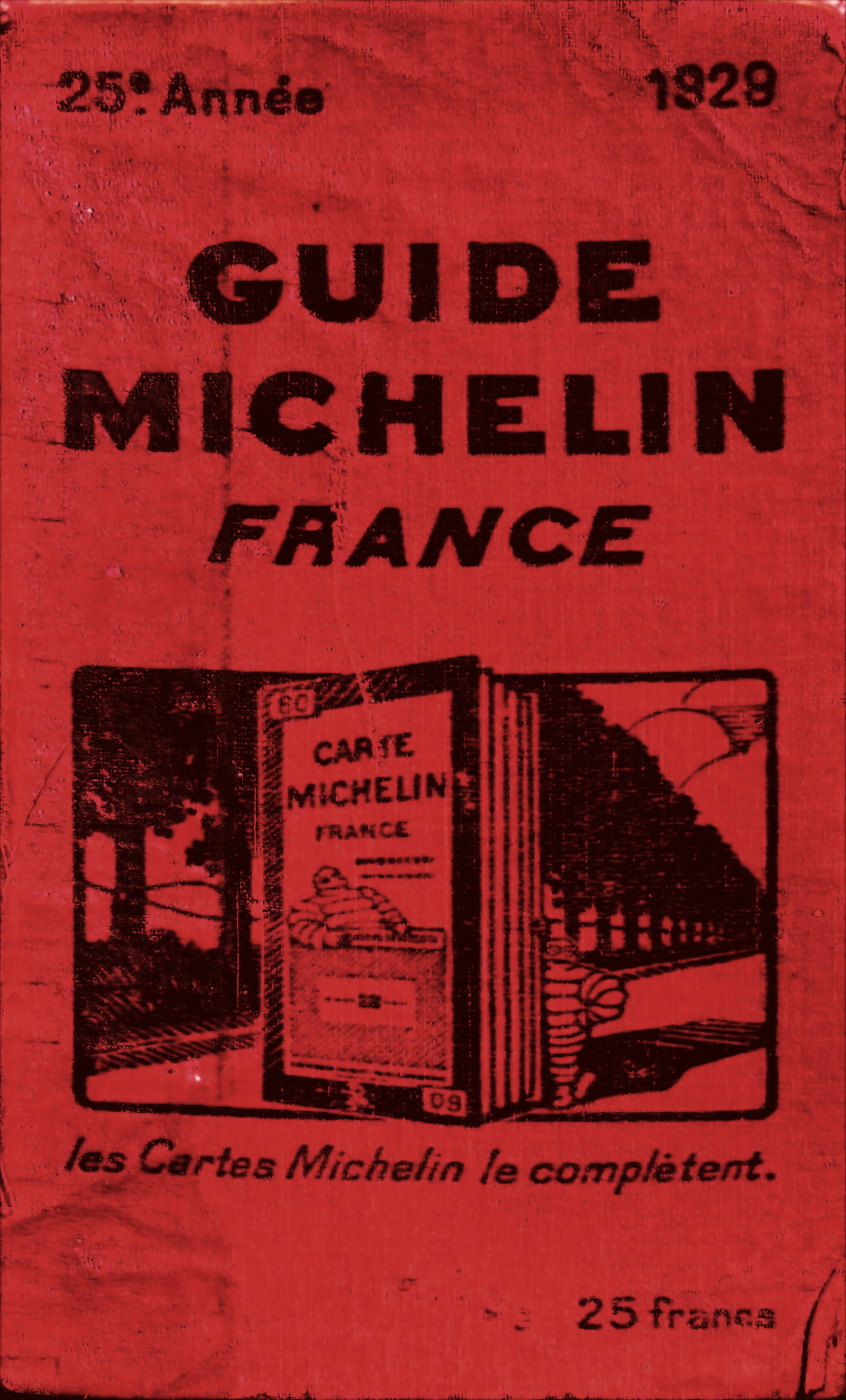
Capa da edição francesa de 1929.

É o guia de referência de hotéis e restaurantes. Impresso com o máximo sigilo e com tiragem desconhecida, este guia é o mais respeitado do mundo e premia os melhores restaurantes, classificando-os com estrelas (de 1 a 3) e que representam o sonho ou o pesadelo de qualquer chef. Ganhar uma estrela do guia significa a ascensão do restaurante e dos seus chefs ao passo que perder uma delas pode levar até a uma tragédia como a do chef Bernard Loiseau que se suicidou em Fevereiro de 2003, aos 52 anos, desesperado com o rumor de que o seu estabelecimento perderia a classificação de "três estrelas" no Guia Michelin.
Os Guias Michelin vermelhos são cada vez mais numerosos e diversos.  Em 2006, 12 guias vermelhos citavam mais de 45.000 hotéis e restaurantes em toda a Europa e em Nova Iorque (desde 2006). O guia vermelho é publicado para a França, o Benelux, a Itália, a Alemanha, a Espanha e Portugal, a Suíça, o Reino Unido e a Irlanda e as principais cidades da Europa como Paris, Roma e Londres.
Um novo guia vermelho é dedicado à cidade de Tóquio em 2008 e já conta com 8 restaurantes "três estrelas" entre mais de 150 "estrelados".

### Distinções
| Restaurantes |                        |                                                      |
|              | Três Estrelas Michelin | restaurante premiado pela excelência culinária       |
|              | Duas Estrelas Michelin | restaurante premiado pela excelência culinária       |
|              | Uma Estrela Michelin   | restaurante premiado pela excelência culinária       |
|              | Estrela Verde Michelin | restaurante premiado pela gastronomia sustentável    |
|              | Bib Gourmand           | restaurante distinguido pela relação qualidade-preço |

### Guias de Países
| Edição                 | Países        |    |    |     |    |     |
| ---------------------- | ------------- | -- | -- | --- | -- | --- |
| Alemanha               | Alemanha      | 10 | 38 | 254 | 52 | 419 |
| Bélgica & Luxemburgo   | Bélgica       | 1  | 24 | 104 | 9  | 157 |
| Bélgica & Luxemburgo   | Luxemburgo    | –  | 2  | 8   | 1  | 14  |
| Espanha                | Espanha       | 11 | 29 | 174 | 27 | 267 |
| Espanha                | Andorra       | –  | –  | –   | –  | 1   |
| França                 | França        | 26 | 83 | 515 | 81 | 597 |
| França                 | Mónaco        | 2  | 5  | 10  | –  | 9   |
| Grã-Bretanha & Irlanda | Reino Unido   | 5  | 20 | 144 | 19 | 111 |
| Grã-Bretanha & Irlanda | Irlanda       | –  | 3  | 15  | 3  | 20  |
| Itália                 | Itália        | 11 | 38 | 329 | 30 | 255 |
| Itália                 | San Marino    | –  | –  | 1   | –  | –   |
| Holanda                | Holanda       | 3  | 18 | 89  | 8  | 129 |
| Países Nórdicos        | Dinamarca     | 1  | 5  | 22  | 15 | 14  |
| Países Nórdicos        | Suécia        | 1  | 5  | 16  | 10 | 14  |
| Países Nórdicos        | Noruega       | 1  | –  | 7   | 6  | 1   |
| Países Nórdicos        | Finlândia     | –  | –  | 6   | 3  | 4   |
| Países Nórdicos        | Islândia      | –  | –  | –   |    | 1   |
| Portugal               | Portugal      | –  | 8  | 31  | 5  | 30  |
| Singapura              | Singapura     | 2  | 5  | 37  |    | 58  |
| Suíça                  | Suíça         | 3  | 20 | 101 | 19 | 156 |
| Suíça                  | Liechtenstein | –  | –  | 2   | –  | –   |
| Taiwan                 | Taiwan        | 1  | 5  | 18  | 2  | 58  |

### Guias de Cidades
| Edição                       | Países          |    |    |     |     |
| ---------------------------- | --------------- | -- | -- | --- | --- |
| Banguecoque                  | Tailândia       | –  | 4  | 23  | 72  |
| Chicago                      | Estados Unidos  | 1  | 3  | 18  | 58  |
| Principais Cidades da Europa | Áustria         | –  | 7  | 13  | 18  |
| Principais Cidades da Europa | Grécia          | –  | 2  | 3   | 3   |
| Principais Cidades da Europa | Hungria         | –  | 1  | 3   | 3   |
| Principais Cidades da Europa | República Checa | –  | –  | 2   | 6   |
| Principais Cidades da Europa | Polónia         | –  | –  | 2   | 5   |
| Guangzhou                    | China           | –  | –  | 8   | 20  |
| Hong Kong & Macau            | China           | 10 | 17 | 55  | 80  |
| Londres                      | Reino Unido     | 3  | 10 | 58  | 43  |
| Nova Iorque                  | Estados Unidos  | 5  | 14 | 56  | 129 |
| Paris                        | França          | 10 | 15 | 88  | 71  |
| Quioto & Osaka               | Japão           | 11 | 40 | 158 | 216 |
| Rio de Janeiro & São Paulo   | Brasil          | –  | 4  | 15  | 33  |
| São Francisco                | Estados Unidos  | 8  | 6  | 43  | 68  |
| Seul                         | Coreia do Sul   | 2  | 5  | 19  | 61  |
| Tóquio                       | Japão           | 13 | 52 | 165 | 254 |
| Xangai                       | China           | 1  | 8  | 25  | 26  |
| Washington DC                | Estados Unidos  | 1  | 2  | 13  | 39  |

## Guia Michelin Portugal

### História
O primeiro Guia Michelin publicado em Portugal data de 1910.
Desde 1929, data de introdução das estrelas no Guia Michelin, que Portugal tem restaurantes premiados com Estrelas Michelin. A lista dos restaurantes premiados com estrelas no Guia Michelin 2024 inclui 39 restaurantes, 8 com duas estrelas (1 novo) e 31 com uma estrela (4 novos).
Em 2020 foi criada uma nova distinção, a Estrela Verde Michelin, reservada aos restaurantes distinguidos pela gastronomia sustentável. Na edição de 2024 Portugal conta com 5 restaurantes premiados nesta categoria (2 novos).
Desde 1997 foi introduzida a distinção de Bib Gourmand. Esta categoria, inferior às estrelas, inclui restaurantes com a melhor relação qualidade-preço. A lista dos restaurantes distinguidos como Bib Gourmand no Guia Michelin 2024 inclui 30 restaurantes em Portugal (7 novos).

### Edição 2024
| Distinções   |   |    |   |    |
| ------------ | - | -- | - | -- |
| Restaurantes | 8 | 31 | 5 | 30 |

### Duas Estrelas
| Restaurantes com Duas Estrelas Michelin |          |                              |             |      |      |                    |
| Restaurante                             | Cozinha  | Localidade                   | Região      |      |      | Chef Principal     |
| Vila Joya                               | criativa | Albufeira                    | Algarve     | 1994 | 1999 | Dieter Koshina     |
| Ocean                                   | criativa | Alporchinhos, Lagoa          | Algarve     | 2010 | 2012 | Hans Neuner        |
| Belcanto                                | criativa | Lisboa                       | Estremadura | 2013 | 2015 | José Avillez       |
| Il Gallo d'Oro                          | moderna  | Funchal                      | Madeira     | 2010 | 2017 | Benoît Sinthon     |
| The Yeatman                             | criativa | Vila Nova de Gaia            | Douro       | 2012 | 2017 | Ricardo Costa      |
| Alma                                    | criativa | Lisboa                       | Estremadura | 2017 | 2019 | Henrique Sá Pessoa |
| Casa de Chá da Boa Nova                 | peixe    | Leça da Palmeira, Matosinhos | Douro       | 2017 | 2020 | Rui Paula          |
| Antiqvvm                                | criativa | Porto                        | Douro       | 2017 | 2024 | Vítor Matos        |

### Uma Estrela
| Restaurantes com Uma Estrela Michelin |                    |                          |                |                |                                                |
| Restaurante                           | Cozinha            | Localidade               | Região         |                | Chef Principal                                 |
| Fortaleza do Guincho                  | portuguesa         | Cascais                  | Estremadura    | 2000           | Gil Fernandes (2019)                           |
| Eleven                                | criativa           | Lisboa                   | Estremadura    | 2006–2010 2014 | Joachim Koerper                                |
| Feitoria                              | moderna            | Lisboa                   | Estremadura    | 2012           | André Cruz (2022)                              |
| Pedro Lemos                           | moderna            | Porto                    | Douro          | 2015           | Pedro Lemos                                    |
| Bon Bon                               | moderna            | Carvoeiro, Lagoa         | Algarve        | 2016           | José Lopes (2021)                              |
| LAB by Sergi Arola                    | criativa           | Penha Longa, Sintra      | Estremadura    | 2017           | Sergi Arola Vlademir Veiga (executivo, 2019)   |
| Loco                                  | moderna            | Lisboa                   | Estremadura    | 2017           | Alexandre Silva                                |
| William                               | clássica           | Funchal                  | Madeira        | 2017           | Luís Pestana Joachim Koerper (consultor)       |
| Gusto                                 | mediterrânica      | Quinta do Lago, Loulé    | Algarve        | 2018           | Heinz Beck Liborio Buonocore (executivo, 2020) |
| Vista                                 | moderna            | Praia da Rocha, Portimão | Algarve        | 2018           | João Oliveira                                  |
| G Pousada                             | regional           | Bragança                 | Trás-os-Montes | 2019           | Óscar Gonçalves                                |
| Midori                                | japonesa           | Penha Longa, Sintra      | Estremadura    | 2019           | Pedro Almeida                                  |
| A Cozinha                             | moderna            | Guimarães                | Minho          | 2019           | António Loureiro                               |
| Epur                                  | criativa           | Lisboa                   | Estremadura    | 2020           | Vincent Farges                                 |
| Fifty Seconds                         | criativa           | Lisboa                   | Estremadura    | 2020           | Rui Silvestre                                  |
| Mesa de Lemos                         | criativa           | Silgueiros, Viseu        | Beira          | 2020           | Diogo Rocha                                    |
| 100 Maneiras                          | criativa           | Lisboa                   | Estremadura    | 2021           | Ljubomir Stanisic                              |
| Cura                                  | moderna            | Lisboa                   | Estremadura    | 2022           | Pedro Bastos                                   |
| Vila Foz                              | contemporânea      | Porto                    | Douro          | 2022           | Arnaldo Azevedo (2022)                         |
| Esporão                               | moderna            | Reguengos de Monsaraz    | Alentejo       | 2022           | Carlos Teixeira                                |
| Al Sud                                | creativa           | Lagos                    | Algarve        | 2022           | Louis Anjos                                    |
| A Ver Tavira                          | moderna            | Tavira                   | Algarve        | 2022           | Luís Brito                                     |
| Kabuki Lisboa                         | japonesa           | Lisboa                   | Estremadura    | 2023           | Paulo Alves                                    |
| Encanto                               | vegetariana        | Lisboa                   | Estremadura    | 2023           | José Avillez João Formiga (sous chef)          |
| Kanazawa                              | japonesa           | Lisboa                   | Estremadura    | 2023           | Paulo Morais                                   |
| Euskalduna Studio                     | moderna            | Porto                    | Douro          | 2023           | Vasco Santos                                   |
| Le Monument                           | moderna            | Porto                    | Douro          | 2023           | Julien Montbabut                               |
| Desarma                               | contemporânea      | Funchal                  | Madeira        | 2024           | Octávio Freitas                                |
| Ó Balcão                              | moderna            | Santarém                 | Ribatejo       | 2024           | Rodrigo Castelo                                |
| Sála                                  | moderna            | Lisboa                   | Estremadura    | 2024           | João Sá                                        |
| 2 Monkeys                             | criativa, francesa | Lisboa                   | Estremadura    | 2024           | Vítor Matos Francisco Quintas (executivo)      |

### Estrela Verde
| Restaurantes com Estrela Verde Michelin |          |                       |          |      |           |                 |
| Restaurante                             | Cozinha  | Localidade            | Região   |      | Categoria | Chef Principal  |
| Il Gallo d'Oro                          | moderna  | Funchal               | Madeira  | 2022 |           | Benoît Sinthon  |
| Esporão                                 | moderna  | Reguengos de Monsaraz | Alentejo | 2022 |           | Carlos Teixeira |
| Mesa de Lemos                           | criativa | Silgueiros, Viseu     | Beira    | 2023 |           | Diogo Rocha     |
| Ó Balcão                                | moderna  | Santarém              | Santarém | 2024 |           | Rodrigo Castelo |
| Malhadinha Nova                         | regional | Albernoa, Beja        | Alentejo | 2024 | –         | Joachim Koerper |

### Bib Gourmand
| Restaurantes Bib Gourmand |                             |               |                             |
| Região                    | Restaurante                 | Cozinha       | Localidade                  |
| Minho                     | Camelo                      | regional      | Viana do Castelo            |
| Minho                     | Tasquinha da Linda          | peixe         | Viana do Castelo            |
| Minho                     | Inato Bistrô (novo)         | criativa      | Braga                       |
| Minho                     | Norma (novo)                | criativa      | Guimarães                   |
| Trás-os-Montes            | Carvalho                    | tradicional   | Chaves                      |
| Trás-os-Montes            | O Javali                    | regional      | Bragança                    |
| Douro                     | Machado                     | tradicional   | Nogueira, Maia              |
| Douro                     | In Diferente                | internacional | Foz do Douro                |
| Douro                     | Gruta                       | internacional | Porto                       |
| Douro                     | Rio by Paulo André          | moderna       | Vila do Conde               |
| Douro                     | Pátio 44 (novo)             | tradicional   | Porto                       |
| Beira                     | O Típico                    | tradicional   | Águeda                      |
| Beira                     | Dóri                        | peixe         | Costa Nova do Prado, Ílhavo |
| Beira                     | Marquês de Marialva         | tradicional   | Cantanhede                  |
| Beira                     | Solar do Bacalhau           | portuguesa    | Coimbra                     |
| Beira                     | 3 Pipos                     | regional      | Tonda, Tondela              |
| Beira                     | Flora (novo)                | moderna       | Viseu                       |
| Beira                     | Olaias (novo)               | portuguesa    | Figueira da Foz             |
| Ribatejo                  | Casa Chef Victor Felisberto | contemporânea | Alferrarede, Abrantes       |
| Estremadura               | O Frade                     | regional      | Lisboa                      |
| Estremadura               | Xtoria                      | contemporânea | Setúbal                     |
| Estremadura               | Zunzum Gastrobar            | contemporânea | Lisboa                      |
| Estremadura               | Ofício - Tasco Atípico      | tradicional   | Lisboa                      |
| Estremadura               | Carnal                      | mexicana      | Lisboa                      |
| Estremadura               | O Pastus (novo)             | portuguesa    | Paço de Arcos               |
| Alentejo                  | Solar do Forcado            | tradicional   | Portalegre                  |
| Alentejo                  | Poda (novo)                 | regional      | Montemor-o-Novo             |
| Madeira                   | Casal da Penha              | portuguesa    | Funchal                     |
| Madeira                   | Vila do Peixe               | peixe         | Câmara de Lobos             |
| Madeira                   | Avista                      | mediterrânica | Funchal                     |

### Histórico das Estrelas Michelin
Segue-se uma lista dos restaurantes que receberam estrelas Michelin ao longo dos anos.
1929 – 2 restaurantes
- Santa Luzia (Viana do Castelo) - novo
- Hotel Mesquita (Vila Nova de Famalicão) - novo

1930 – 2 restaurantes (=)
- Santa Luzia (Viana do Castelo)
- Hotel Mesquita (Vila Nova de Famalicão)

1931 – 2 restaurantes (=)
- Santa Luzia (Viana do Castelo)
- Hotel Mesquita (Vila Nova de Famalicão)

1932 – 2 restaurantes (=)
- Santa Luzia (Viana do Castelo)
- Hotel Mesquita (Vila Nova de Famalicão)

1933 – 2 restaurantes (=)
- Santa Luzia (Viana do Castelo)
- Hotel Mesquita (Vila Nova de Famalicão)

1934 – 2 restaurantes (=)
- Santa Luzia (Viana do Castelo)
- Hotel Mesquita (Vila Nova de Famalicão)

1935 – 2 restaurantes (=)
- Santa Luzia (Viana do Castelo)
- Hotel Mesquita (Vila Nova de Famalicão)

1936 – 7 restaurantes (+5)
- Escondidinho (Porto) - novo
- Santa Luzia (Viana do Castelo)
- Hotel Mesquita (Vila Nova de Famalicão)
- Pettermann (Lisboa) - novo
- Chave d´Ouro (Lisboa) - novo
- Avenida (Lisboa) - novo
- Club Naval (Setúbal) - novo

1937 – 5 restaurantes (-2)
- Escondidinho (Porto)
- Pettermann (Lisboa)
- Chave d´Ouro (Lisboa)
- Avenida (Lisboa)
- Club Naval (Setúbal)

1938 – 5 restaurantes (=)
- Escondidinho (Porto)
- Pettermann (Lisboa)
- Chave d´Ouro (Lisboa)
- Avenida (Lisboa)
- Club Naval (Setúbal)

1939 – 5 restaurantes (=)
- Escondidinho (Porto)
- Pettermann (Lisboa)
- Chave d´Ouro (Lisboa)
- Avenida (Lisboa)
- Club Naval (Setúbal)

1940 – 1973 Sem publicação
1974 – 4 restaurantes
- Aviz (Lisboa) - novo
- Michel (Lisboa) - novo
- O Pipas (Cascais) - novo
- Portucale (Porto) - novo

1975 – 4 restaurantes (=)
- Aviz (Lisboa)
- Michel (Lisboa)
- O Pipas (Cascais)
- Portucale (Porto)

1976 – 4 restaurantes (=)
- Aviz (Lisboa)
- Michel (Lisboa)
- O Pipas (Cascais)
- Portucale (Porto)

1977 – 2 restaurantes (-2)
- O Pipas (Cascais)
- Portucale (Porto)

1978 – 4 restaurantes (+2)
- O Pipas (Cascais)
- Portucale (Porto)
- Michel (Lisboa) - reentrada
- Garrafão (Leça da Palmeira) - novo

1979 – 3 restaurantes (-1)
- Portucale (Porto)
- Michel (Lisboa)
- Garrafão (Leça da Palmeira)

1980 – 3 restaurantes (=)
- Portucale (Porto)
- Michel (Lisboa)
- Garrafão (Leça da Palmeira)

1981 – 2 restaurantes (-1)
- Michel (Lisboa)
- Tágide (Lisboa) - novo

1982 – 2 restaurantes (=)
- Michel (Lisboa)
- Tágide (Lisboa)

1983 – 3 restaurantes (+1)
- Michel (Lisboa)
- Tágide (Lisboa)
- Casa da Comida (Lisboa) - novo

1984 – 4 restaurantes (+1)
- Michel (Lisboa)
- Tágide (Lisboa)
- Casa da Comida (Lisboa)
- Porto de Santa Maria (Guincho, Cascais) - novo

1985 – 3 restaurantes (-1)
- Tágide (Lisboa)
- Casa da Comida (Lisboa)
- Porto de Santa Maria (Guincho, Cascais)

1986 – 3 restaurantes (=)
- Tágide (Lisboa)
- Casa da Comida (Lisboa)
- Porto de Santa Maria (Guincho, Cascais)

1987 – 4 restaurantes (+1)
- Tágide (Lisboa)
- Casa da Comida (Lisboa)
- Porto de Santa Maria (Guincho, Cascais)
- Conventual (Lisboa) - novo

1988 – 4 restaurantes (=)
- Tágide (Lisboa)
- Casa da Comida (Lisboa)
- Porto de Santa Maria (Guincho, Cascais)
- Conventual (Lisboa)

1989 – 4 restaurantes (=)
- Tágide (Lisboa)
- Casa da Comida (Lisboa)
- Porto de Santa Maria (Guincho, Cascais)
- Conventual (Lisboa)

1990 – 5 restaurantes (+1)
- Tágide (Lisboa)
- Casa da Comida (Lisboa)
- Porto de Santa Maria (Guincho, Cascais)
- Conventual (Lisboa)
- La Réserve (Santa Bárbara de Nexe, Faro) - novo

1991 – 6 restaurantes (+1)
- Tágide (Lisboa)
- Casa da Comida (Lisboa)
- Porto de Santa Maria (Guincho, Cascais)
- Conventual (Lisboa)
- La Réserve (Santa Bárbara de Nexe, Faro)
- Ramalhão (Montemor-o-Velho) - novo

1992 – 7 restaurantes (+1)
- Tágide (Lisboa)
- Casa da Comida (Lisboa)
- Porto de Santa Maria (Guincho, Cascais)
- Conventual (Lisboa)
- La Réserve (Santa Bárbara de Nexe, Faro)
- Ramalhão (Montemor-o-Velho)
- A Bolota (Terrugem, Elvas) - novo

1993 – 7 restaurantes (=)
- Casa da Comida (Lisboa)
- Porto de Santa Maria (Guincho, Cascais)
- Conventual (Lisboa)
- La Réserve (Santa Bárbara de Nexe, Faro)
- Ramalhão (Montemor-o-Velho)
- A Bolota (Terrugem, Elvas)
- Tia Alice (Fátima) - novo

1994 – 7 restaurantes (=)
- Casa da Comida (Lisboa)
- Porto de Santa Maria (Guincho, Cascais)
- Conventual (Lisboa)
- La Réserve (Santa Bárbara de Nexe, Faro)
- Ramalhão (Montemor-o-Velho)
- Tia Alice (Fátima)
- Vila Joya (Albufeira) - novo

1995 – 8 restaurantes (+1)
- Casa da Comida (Lisboa)
- Porto de Santa Maria (Guincho, Cascais)
- Conventual (Lisboa)
- La Réserve (Santa Bárbara de Nexe, Faro)
- Ramalhão (Montemor-o-Velho)
- Tia Alice (Fátima)
- Vila Joya (Albufeira)
- São Gabriel (Almancil) - novo

1996 – 7 restaurantes (-1)
- Porto de Santa Maria (Guincho, Cascais)
- Conventual (Lisboa)
- Ramalhão (Montemor-o-Velho)
- Tia Alice (Fátima)
- Vila Joya (Albufeira)
- São Gabriel (Almancil)
- Ermitage (Almancil) - novo

1997 – 6 restaurantes (-1)
- Porto de Santa Maria (Guincho, Cascais)
- Conventual (Lisboa)
- Ramalhão (Montemor-o-Velho)
- Vila Joya (Albufeira)
- São Gabriel (Almancil)
- Ermitage (Almancil)

1998 – 6 restaurantes (=)
- Porto de Santa Maria (Guincho, Cascais)
- Conventual (Lisboa)
- Ramalhão (Montemor-o-Velho)
- Vila Joya (Albufeira)
- São Gabriel (Almancil)
- Ermitage (Almancil)

1999 – 5 restaurantes (-1)
- Vila Joya (Albufeira) - 2ª estrela
- Porto de Santa Maria (Guincho, Cascais)
- Ramalhão (Montemor-o-Velho)
- São Gabriel (Almancil)
- Ermitage (Almancil)

2000 – 7 restaurantes (+2)
- Vila Joya (Albufeira)
- Porto de Santa Maria (Guincho, Cascais)
- Ramalhão (Montemor-o-Velho)
- São Gabriel (Almancil)
- Ermitage (Almancil)
- Fortaleza do Guincho (Cascais) - novo
- Henrique Leis (Almancil) - novo

2001 – 6 restaurantes (-1)
- Vila Joya (Albufeira)
- Porto de Santa Maria (Guincho, Cascais)
- São Gabriel (Almancil)
- Fortaleza do Guincho (Cascais)
- Henrique Leis (Almancil)

2002 – 5 restaurantes (-1)
- Vila Joya (Albufeira)
- Porto de Santa Maria (Guincho, Cascais)
- São Gabriel (Almancil)
- Fortaleza do Guincho (Cascais)
- Henrique Leis (Almancil)

2003 – 6 restaurantes (+1)
- Vila Joya (Albufeira)
- Porto de Santa Maria (Guincho, Cascais)
- São Gabriel (Almancil)
- Fortaleza do Guincho (Cascais)
- Henrique Leis (Almancil)
- Ermitage (Almancil) - reentrada

2004 – 5 restaurantes (-1)
- Vila Joya (Albufeira)
- Porto de Santa Maria (Guincho, Cascais)
- São Gabriel (Almancil)
- Fortaleza do Guincho (Cascais)
- Henrique Leis (Almancil)

2005 – 5 restaurantes (=)
- Vila Joya (Albufeira)
- Porto de Santa Maria (Guincho, Cascais)
- São Gabriel (Almancil)
- Fortaleza do Guincho (Cascais)
- Henrique Leis (Almancil)

2006 – 7 restaurantes (+2)
- Vila Joya (Albufeira)
- Porto de Santa Maria (Guincho, Cascais)
- São Gabriel (Almancil)
- Fortaleza do Guincho (Cascais)
- Henrique Leis (Almancil)
- Willie's (Vilamoura) - novo
- Eleven (Lisboa) - novo

2007 – 8 restaurantes (+1)
- Vila Joya (Albufeira)
- Porto de Santa Maria (Guincho, Cascais)
- São Gabriel (Almancil)
- Fortaleza do Guincho (Cascais)
- Henrique Leis (Almancil)
- Willie's (Vilamoura)
- Eleven (Lisboa)
- Amadeus (Almancil) - novo

2008 – 8 restaurantes (=)
- Vila Joya (Albufeira)
- Porto de Santa Maria (Guincho, Cascais)
- São Gabriel (Almancil)
- Fortaleza do Guincho (Cascais)
- Henrique Leis (Almancil)
- Willie's (Vilamoura)
- Eleven (Lisboa)
- Amadeus (Almancil)

2009 – 7 restaurantes (-1)
- Vila Joya (Albufeira)
- São Gabriel (Almancil)
- Fortaleza do Guincho (Cascais)
- Henrique Leis (Almancil)
- Willie's (Vilamoura)
- Eleven (Lisboa)
- Amadeus (Almancil)

2010 – 12 restaurantes (+5)
- Vila Joya (Albufeira)
- São Gabriel (Almancil)
- Fortaleza do Guincho (Cascais)
- Henrique Leis (Almancil)
- Willie's (Vilamoura)
- Eleven (Lisboa)
- Amadeus (Almancil)
- Ocean (Alporchinhos, Lagoa) - novo
- Il Gallo d'Oro (Funchal) - novo
- Largo do Paço (Amarante) - novo
- Tavares (Lisboa) - novo
- Arcadas da Capela (Coimbra) - novo

2011 – 11 restaurantes (-1)
- Vila Joya (Albufeira)
- São Gabriel (Almancil)
- Fortaleza do Guincho (Cascais)
- Henrique Leis (Almancil)
- Willie's (Vilamoura)
- Amadeus (Almancil)
- Ocean (Alporchinhos, Lagoa)
- Il Gallo d'Oro (Funchal)
- Largo do Paço (Amarante)
- Tavares (Lisboa)
- Arcadas da Capela (Coimbra)

2012 – 12 restaurantes (+1)
- Vila Joya (Albufeira)
- Ocean (Alporchinhos, Lagoa) - 2ª estrela
- São Gabriel (Almancil)
- Fortaleza do Guincho (Cascais)
- Henrique Leis (Almancil)
- Willie's (Vilamoura)
- Il Gallo d'Oro (Funchal)
- Largo do Paço (Amarante)
- Tavares (Lisboa)
- Arcadas da Capela (Coimbra)
- The Yeatman (Vila Nova de Gaia) - novo
- Feitoria (Lisboa) - novo

2013 – 11 restaurantes (-1)
- Vila Joya (Albufeira)
- Ocean (Alporchinhos, Lagoa)
- São Gabriel (Almancil)
- Fortaleza do Guincho (Cascais)
- Henrique Leis (Almancil)
- Willie's (Vilamoura)
- Il Gallo d'Oro (Funchal)
- Largo do Paço (Amarante)
- The Yeatman (Vila Nova de Gaia)
- Feitoria (Lisboa)
- Belcanto (Lisboa) - novo

2014 – 12 restaurantes (+1)
- Vila Joya (Albufeira)
- Ocean (Alporchinhos, Lagoa)
- Fortaleza do Guincho (Cascais)
- Henrique Leis (Almancil)
- Willie's (Vilamoura)
- Il Gallo d'Oro (Funchal)
- Largo do Paço (Amarante)
- The Yeatman (Vila Nova de Gaia)
- Feitoria (Lisboa)
- Belcanto (Lisboa)
- Eleven (Lisboa) - reentrada
- L'and Vineyards (Montemor-o-Novo) - novo

2015 – 14 restaurantes (+2)
- Vila Joya (Albufeira)
- Ocean (Lagoa)
- Belcanto (Lisboa) - 2ª estrela
- Fortaleza do Guincho (Cascais)
- Henrique Leis (Almancil)
- Willie's (Quarteira)
- Eleven (Lisboa)
- Il Gallo d'Oro (Funchal)
- Largo do Paço (Amarante)
- The Yeatman (Vila Nova de Gaia)
- Feitoria (Lisboa)
- L'and Vineyards (Montemor-o-Novo)
- São Gabriel (Almancil) - reentrada
- Pedro Lemos (Porto) - novo

2016 – 14 restaurantes (=)
- Vila Joya (Albufeira)
- Ocean (Lagoa)
- Belcanto (Lisboa)
- Fortaleza do Guincho (Cascais)
- Henrique Leis (Almancil)
- Willie's (Quarteira)
- Eleven (Lisboa)
- Il Gallo d'Oro (Funchal)
- Largo do Paço (Amarante)
- The Yeatman (Vila Nova de Gaia)
- Feitoria (Lisboa)
- Pedro Lemos (Porto)
- São Gabriel (Almancil) - reentrada
- Bon Bon (Carvoeiro, Lagoa) - novo

2017 – 21 restaurantes (+7)
- Vila Joya (Albufeira)
- Ocean (Alporchinhos, Lagoa)
- Belcanto (Lisboa)
- Il Gallo d'Oro (Funchal) - 2ª estrela
- The Yeatman (Vila Nova de Gaia) - 2ª estrela
- Fortaleza do Guincho (Guincho, Cascais)
- Henrique Leis (Vale Formoso, Loulé)
- São Gabriel (Quinta do Lago, Loulé)
- Willie´s (Vilamoura, Loulé)
- Eleven (Lisboa)
- Largo do Paço (Amarante)
- Feitoria (Lisboa)
- Pedro Lemos (Porto)
- Bon Bon (Carvoeiro, Lagoa)
- L’And Vineyards (Montemor-o-Novo) - reentrada
- Alma (Lisboa) - novo
- Antiqvvm (Porto) - novo
- Casa de Chá da Boa Nova (Leça da Palmeira) - novo
- LAB by Sergi Arola (Penha Longa, Sintra) - novo
- Loco (Lisboa) - novo
- William (Funchal) - novo

2018 – 23 restaurantes (+2)
- Vila Joya (Albufeira)
- Ocean (Alporchinhos, Lagoa)
- Belcanto (Lisboa)
- Il Gallo d'Oro (Funchal)
- The Yeatman (Vila Nova de Gaia)
- Fortaleza do Guincho (Guincho, Cascais)
- Henrique Leis (Vale Formoso, Loulé)
- São Gabriel (Quinta do Lago, Loulé)
- Willie´s (Vilamoura, Loulé)
- Eleven (Lisboa)
- Largo do Paço (Amarante)
- Feitoria (Lisboa)
- L’And Vineyards (Montemor-o-Novo)
- Pedro Lemos (Porto)
- Bon Bon (Carvoeiro, Lagoa)
- Alma (Lisboa)
- Antiqvvm (Porto)
- Casa de Chá da Boa Nova (Leça da Palmeira)
- LAB by Sergi Arola (Penha Longa, Sintra)
- Loco (Lisboa)
- William (Funchal)
- Gusto (Quinta do Lago, Loulé) - novo
- Vista (Praia da Rocha, Portimão) - novo

2019 – 26 restaurantes (+3)
- Vila Joya (Albufeira)
- Ocean (Alporchinhos, Lagoa)
- Belcanto (Lisboa)
- Il Gallo d'Oro (Funchal)
- The Yeatman (Vila Nova de Gaia)
- Alma (Lisboa) - 2ª estrela
- Fortaleza do Guincho (Guincho, Cascais)
- Henrique Leis (Vale Formoso, Loulé)
- São Gabriel (Quinta do Lago, Loulé)
- Willie´s (Vilamoura, Loulé)
- Eleven (Lisboa)
- Largo do Paço (Amarante)
- Feitoria (Lisboa)
- L’And Vineyards (Montemor-o-Novo)
- Pedro Lemos (Porto)
- Bon Bon (Carvoeiro, Lagoa)
- Antiqvvm (Porto)
- Casa de Chá da Boa Nova (Leça da Palmeira)
- LAB by Sergi Arola (Penha Longa, Sintra)
- Loco (Lisboa)
- William (Funchal)
- Gusto (Quinta do Lago, Loulé)
- Vista (Praia da Rocha, Portimão)
- G Pousada (Bragança) - novo
- Midori (Penha Longa, Sintra) - novo
- A Cozinha (Guimarães) - novo

2020 – 27 restaurantes (+1)
- Vila Joya (Albufeira)
- Ocean (Alporchinhos, Lagoa)
- Belcanto (Lisboa)
- Il Gallo d'Oro (Funchal)
- The Yeatman (Vila Nova de Gaia)
- Alma (Lisboa)
- Casa de Chá da Boa Nova (Leça da Palmeira) - 2ª estrela
- Fortaleza do Guincho (Guincho, Cascais)
- São Gabriel (Quinta do Lago, Loulé)
- Eleven (Lisboa)
- Largo do Paço (Amarante)
- Feitoria (Lisboa)
- Pedro Lemos (Porto)
- Bon Bon (Carvoeiro, Lagoa)
- Antiqvvm (Porto)
- LAB by Sergi Arola (Penha Longa, Sintra)
- Loco (Lisboa)
- William (Funchal)
- Gusto (Quinta do Lago, Loulé)
- Vista (Praia da Rocha, Portimão)
- G Pousada (Bragança)
- Midori (Penha Longa, Sintra)
- A Cozinha (Guimarães)
- Epur (Lisboa) - novo
- Fifty Seconds (Lisboa) - novo
- Vistas (Vila Nova de Cacela) - novo
- Mesa de Lemos (Silgueiros, Viseu) - novo

2021 – 28 restaurantes (+1)
- Vila Joya (Albufeira)
- Ocean (Alporchinhos, Lagoa)
- Belcanto (Lisboa)
- Il Gallo d'Oro (Funchal)
- The Yeatman (Vila Nova de Gaia)
- Alma (Lisboa)
- Casa de Chá da Boa Nova (Leça da Palmeira)
- Fortaleza do Guincho (Guincho, Cascais)
- São Gabriel (Quinta do Lago, Loulé)
- Eleven (Lisboa)
- Largo do Paço (Amarante)
- Feitoria (Lisboa)
- Pedro Lemos (Porto)
- Bon Bon (Carvoeiro, Lagoa)
- Antiqvvm (Porto)
- LAB by Sergi Arola (Penha Longa, Sintra)
- Loco (Lisboa)
- William (Funchal)
- Gusto (Quinta do Lago, Loulé)
- Vista (Praia da Rocha, Portimão)
- G Pousada (Bragança)
- Midori (Penha Longa, Sintra)
- A Cozinha (Guimarães)
- Epur (Lisboa)
- Fifty Seconds (Lisboa)
- Vistas (Vila Nova de Cacela)
- Mesa de Lemos (Silgueiros, Viseu)
- Eneko Lisboa (Lisboa) - novo
- 100 Maneiras (Lisboa) - novo

2022 – 33 restaurantes (+5)
- Il Gallo d'Oro (Funchal) - nova estrela verde
- Vila Joya (Albufeira)
- Ocean (Alporchinhos, Lagoa)
- Belcanto (Lisboa)
- The Yeatman (Vila Nova de Gaia)
- Alma (Lisboa)
- Casa de Chá da Boa Nova (Leça da Palmeira)
- Esporão (Reguengos de Monsaraz) - novo
- Fortaleza do Guincho (Guincho, Cascais)
- São Gabriel (Quinta do Lago, Loulé)
- Eleven (Lisboa)
- Largo do Paço (Amarante)
- Feitoria (Lisboa)
- Pedro Lemos (Porto)
- Bon Bon (Carvoeiro, Lagoa)
- Antiqvvm (Porto)
- LAB by Sergi Arola (Penha Longa, Sintra)
- Loco (Lisboa)
- William (Funchal)
- Gusto (Quinta do Lago, Loulé)
- Vista (Praia da Rocha, Portimão)
- G Pousada (Bragança)
- Midori (Penha Longa, Sintra)
- A Cozinha (Guimarães)
- Epur (Lisboa)
- Fifty Seconds (Lisboa)
- Vistas (Vila Nova de Cacela)
- Mesa de Lemos (Silgueiros, Viseu)
- Eneko Lisboa (Lisboa)
- 100 Maneiras (Lisboa)
- Cura (Lisboa) - novo
- Vila Foz (Porto) - novo
- Al Sud (Lagos) - novo
- A Ver Tavira (Tavira) - novo

2023 – 38 restaurantes (+5)
- Il Gallo d'Oro (Funchal)
- Vila Joya (Albufeira)
- Ocean (Alporchinhos, Lagoa)
- Belcanto (Lisboa)
- The Yeatman (Vila Nova de Gaia)
- Alma (Lisboa)
- Casa de Chá da Boa Nova (Leça da Palmeira)
- Esporão (Reguengos de Monsaraz)
- Mesa de Lemos (Silgueiros, Viseu) - nova estrela verde
- Fortaleza do Guincho (Guincho, Cascais)
- São Gabriel (Quinta do Lago, Loulé)
- Eleven (Lisboa)
- Largo do Paço (Amarante)
- Feitoria (Lisboa)
- Pedro Lemos (Porto)
- Bon Bon (Carvoeiro, Lagoa)
- Antiqvvm (Porto)
- LAB by Sergi Arola (Penha Longa, Sintra)
- Loco (Lisboa)
- William (Funchal)
- Gusto (Quinta do Lago, Loulé)
- Vista (Praia da Rocha, Portimão)
- G Pousada (Bragança)
- Midori (Penha Longa, Sintra)
- A Cozinha (Guimarães)
- Epur (Lisboa)
- Fifty Seconds (Lisboa)
- Vistas (Vila Nova de Cacela)
- Eneko Lisboa (Lisboa)
- 100 Maneiras (Lisboa)
- Cura (Lisboa)
- Vila Foz (Porto)
- Esporão (Reguengos de Monsaraz)
- Al Sud (Lagos)
- A Ver Tavira (Tavira)
- Kabuki Lisboa (Lisboa) - novo
- Encanto (Lisboa) - novo
- Kanazawa (Lisboa) - novo
- Euskalduna Studio (Porto) - novo
- Le Monument (Porto) - novo

2024 – 39 restaurantes (+1)
- Il Gallo d'Oro (Funchal)
- Vila Joya (Albufeira)
- Ocean (Alporchinhos, Lagoa)
- Belcanto (Lisboa)
- The Yeatman (Vila Nova de Gaia)
- Alma (Lisboa)
- Casa de Chá da Boa Nova (Leça da Palmeira)
- Antiqvvm (Porto) - nova 2.ª estrela
- Esporão (Reguengos de Monsaraz)
- Mesa de Lemos (Silgueiros, Viseu)
- Ó Balcão (Santarém) - novo
- Fortaleza do Guincho (Guincho, Cascais)
- São Gabriel (Quinta do Lago, Loulé)
- Eleven (Lisboa)
- Feitoria (Lisboa)
- Pedro Lemos (Porto)
- Bon Bon (Carvoeiro, Lagoa)
- LAB by Sergi Arola (Penha Longa, Sintra)
- Loco (Lisboa)
- William (Funchal)
- Gusto (Quinta do Lago, Loulé)
- Vista (Praia da Rocha, Portimão)
- G Pousada (Bragança)
- Midori (Penha Longa, Sintra)
- A Cozinha (Guimarães)
- Epur (Lisboa)
- Fifty Seconds (Lisboa)
- 100 Maneiras (Lisboa)
- Cura (Lisboa)
- Vila Foz (Porto)
- Al Sud (Lagos)
- A Ver Tavira (Tavira)
- Kabuki Lisboa (Lisboa)
- Encanto (Lisboa)
- Kanazawa (Lisboa)
- Euskalduna Studio (Porto)
- Le Monument (Porto)
- Desarma (Lisboa) - novo
- Sála (Lisboa) - novo
- 2 Monkeys (Lisboa) - novo
- Malhadinha Nova (Albernoa, Beja) - novo

### Hotéis
O Guia Michelin classifica os hotéis recomendados em 5 categorias de conforto, de um a cinco pavilhões, além de uma categoria especial para turismo rural ou de habitação, atribuindo a cor vermelha aos estabelecimentos que considera especialmente agradáveis. No Guia Michelin 2019 são distinguidos com pavilhões vermelhos 32 estabelecimentos em Portugal.

#### 5 Pavilhões Vermelhos
| Hotel             | Localidade          | Região         | Cadeia       |
| ----------------- | ------------------- | -------------- | ------------ |
| Penha Longa Hotel | Penha Longa, Sintra | Estremadura    | Ritz Carlton |
| Vidago Palace     | Vidago, Chaves      | Trás-os-Montes | Independente |

#### 4 Pavilhões Vermelhos
| Hotel                           | Localidade          | Região        | Cadeia                                 |
| ------------------------------- | ------------------- | ------------- | -------------------------------------- |
| Vila Vita Park                  | Alporchinhos, Lagoa | Algarve       | Independente                           |
| Convento do Espinheiro          | Évora               | Alto Alentejo | Starwood, Marriott (Luxury Collection) |
| The Yeatman - Relais & Chateaux | Vila Nova de Gaia   | Douro         | Independente (Relais & Châteaux)       |
| Palácio do Estoril              | Estoril, Cascais    | Estremadura   | Independente                           |
| Lapa Palace                     | Lisboa              | Estremadura   | Olissipo Hotels                        |
| Pestana Palace                  | Lisboa              | Estremadura   | Pestana Hotels & Resorts               |
| Palácio de Seteais              | Sintra              | Estremadura   | Tivoli Hotels                          |
| Casa Velha do Palheiro          | Funchal             | Madeira       | Independente (Relais & Châteaux)       |

#### 3 Pavilhões Vermelhos
| Hotel                           | Localidade                    | Região        | Cadeia                                          |
| ------------------------------- | ----------------------------- | ------------- | ----------------------------------------------- |
| Bela Vista                      | Praia da Rocha, Portimão      | Algarve       | Phoenix Hotels (Relais & Châteaux)              |
| Torre de Palma                  | Monforte                      | Alto Alentejo | Independente (Design Hotels)                    |
| Pousada Convento de Vila Viçosa | Vila Viçosa                   | Alto Alentejo | Pousadas de Portugal, Grupo Pestana             |
| Pousada Serra da Estrela        | Covilhã                       | Beira Baixa   | Pousadas de Portugal, Grupo Pestana             |
| Casa da Calçada                 | Amarante                      | Douro         | Independente (Relais & Châteaux)                |
| Fortaleza do Guincho            | Praia do Guincho, Cascais     | Estremadura   | Independente (Relais & Châteaux)                |
| Carmo's Boutique Hotel          | Ponte de Lima                 | Minho         | Independente (Small Luxury Hotels of the World) |
| Pousada Viana do Castelo        | Santa Luzia, Viana do Castelo | Minho         | Pousadas de Portugal, Grupo Pestana             |

#### 2 Pavilhões Vermelhos
| Hotel             | Localidade | Região      | Cadeia   |
| ----------------- | ---------- | ----------- | -------- |
| As Janelas Verdes | Lisboa     | Estremadura | Heritage |
| Solar do Castelo  | Lisboa     | Estremadura | Heritage |

#### Pavilhão Especial Vermelho
| Hotel                            | Localidade     | Região         | Cadeia       |
| -------------------------------- | -------------- | -------------- | ------------ |
| Quinta Bonita                    | Lagos          | Algarve        | Independente |
| Casa do Terreiro do Poço         | Borba          | Alto Alentejo  | Independente |
| Herdade dos Grous                | Albernoa, Beja | Baixo Alentejo | Independente |
| Malhadinha Nova                  | Albernoa, Beja | Baixo Alentejo | Independente |
| Casa das Obras                   | Manteigas      | Beira Alta     | Independente |
| Casa da Sé                       | Viseu          | Beira Alta     | Independente |
| Casa Vela                        | Cascais        | Estremadura    | Independente |
| Pérgula House                    | Cascais        | Estremadura    | Independente |
| Solar de Serrade                 | Mazedo, Monção | Minho          | Independente |
| Casa da Alcáçova                 | Santarém       | Ribatejo       | Independente |
| Casa do Visconde de Chanceleiros | Pinhão, Alijó  | Trás-os-Montes | Independente |

## Guia Michelin Brasil
O primeiro Guia Michelin começou a ser publicado no Brasil em 2015. Ele foi dividido entre restaurantes de São Paulo e Rio de Janeiro.

### Duas Estrelas
| Restaurantes com Duas Estrelas Michelin |            |             |                |
| Restaurante                             | Localidade |             | Chef Principal |
| D.O.M.                                  | São Paulo  | 2015 a 2017 | Alex Atala     |

### Hotéis
Em 2015 e 2016 não foi atribuido o galardão máximo de cinco pavilhões vermelhos a hotéis em São Paulo ou Rio de Janeiro.

### Cinco Pavilhões Vermelhos 2016
| Hotel                     | Localidade | Cadeia        |
| ------------------------- | ---------- | ------------- |
| Fasano                    | São Paulo  | Fasano        |
| Tivoli São Paulo Mofarrej | São Paulo  | Tivoli Hotels |
| Unique                    | São Paulo  | Independente  |

## Guias Gourmands
É uma seleção dos restaurantes típicos de cada região da França ou do mundo.

## Os Guias Turísticos

### Guias Verdes
O guia verde é um guia turístico que se concentra no património natural e cultural por região. É publicado para todas as regiões da França e para a maior parte das regiões da Europa.

### Guias Práticos
São os guias para os viajantes individuais com informações mais objetivas incluindo as edições de bolso.